# Mother (2009)
Mother is een Zuid-Koreaanse thriller uit 2009 onder regie van Bong Joon-ho.

## Verhaal
Een moeder zoekt wanhopig naar de moordenaar die haar zoon heeft geframed voor de gruwelijke moord op een meisje.

## Rolverdeling
| Acteur         | Personage    |
| -------------- | ------------ |
| Kim Hye-ja     | de moeder    |
| Won Bin        | Yoon Do-joon |
| Jin Goo        | Jin-tae      |
| Yoon Je-moon   | Je-moon      |
| Jeon Mi-seon   | Mi-seon      |
| Song Sae-byeok | detective    |

## Release en ontvangst
Mother ging op 16 mei 2009 in première in het Un certain regard-programma van het Filmfestival van Cannes. De film kreeg overwegend positieve kritieken van de filmcritici, met een score van 96% op Rotten Tomatoes, gebaseerd op 119 beoordelingen.

## Prijzen en nominaties
De belangrijkste:
| Jaar | Prijs                         | Categorie                 | Genomineerde(n)           | Uitslag     |
| ---- | ----------------------------- | ------------------------- | ------------------------- | ----------- |
| 2010 | Film Independent Spirit Award | Beste internationale film | Beste internationale film | Genomineerd |
| 2010 | Saturn Award                  | Beste internationale film | Beste internationale film | Genomineerd |